# Elytraria acaulis
Elytraria acaulis là một loài thực vật có hoa trong họ Ô rô. Loài này được Carl Linnaeus con mô tả khoa học đầu tiên năm 1782 dưới danh pháp Justicia acaulis. Năm 1897, Gustav Lindau chuyển nó sang chi Elytraria.

## Phân bố
Loài này là bản địa vùng nhiệt đới châu Phi, Ấn Độ, Sri Lanka và đã du nhập vào Malaysia.